# Crockford's Clerical Directory
Il Crockford's Clerical Directory, abbreviato col nome di Crockford, è una pubblicazione che censisce i membri del clero anglicano e delle chiese del Regno Unito e dell'Irlanda, fornendo informazioni dettagliate circa i benefici ecclesiastici (beneficium) e gli edifici di culto inglesi, irlandesi, scozzesi, nonché le biografie di circa 26.000 chierici di quei Paesi e relative alle diocesi europee della Chiesa d'Inghilterra. La prima edizione fu data alle stampe nel 1858 da John Crockford, un tipografo ed editore londinese il cui padre, anch'egli di nome John, era stato un maestro di scuola nel Somerset.
Il Crockford's Clerical Directory è redatto dal Consiglio degli Arcivescovi della Chiesa d'Inghilterra e pubblicato per suo conto dalla casa editrice anglicana Church House Publishing. Il volume tratta in modo particolareggiato le biografie dei chierici, le chiese, i beni materiali e altri aspetti della Chiesa d'Inghilterra (incluse le diocesi europee), del Galles, della Chiesa episcopale scozzese e della Chiesa d'Irlanda, con alcuni riferimenti estesi alla Comunione Anglicana mondiale.

## Prime edizioni

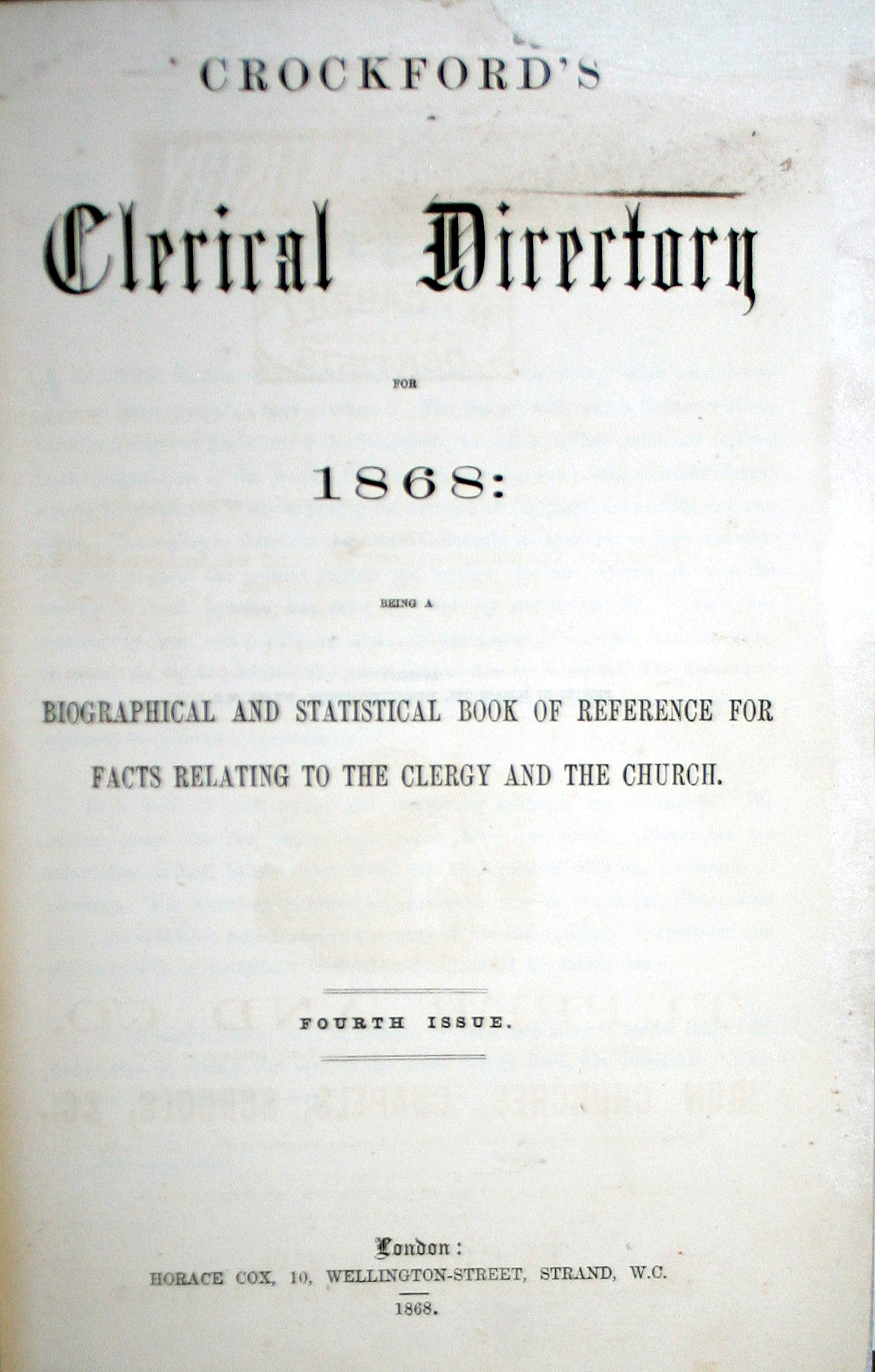
L'edizione del Crockford's Clerical Directory pubblicata a Londra nel 1868 da Horace Cox.

Il titolo leggibile nella prima edizione è The Clerical Directory, sebbene il testo originale riportasse una nota a piè di pagina che indicava che era stato pubblicato da John Crockford, al numero 29 di Essex Street, nel quartiere londinese di Strand. L'editore morì improvvisamente nel 1865, poco prima dell'uscita della terza edizione di quella che nel frattempo era divenuta la Crockford’s Clerical Directory.
Molte delle successive versioni furono modificate in modo anonimo e poi pubblicate sotto il marchio editoriale di Horace Cox, nipote di Edward William Cox, socio in affari, avvocato ed editore più prossimo a John Crockford (1809Ω–1879). Forse per un fortuito caso di omonimia, si chiamava Charles Cox anche l'editore della più importante fra le alternative di mercato, la Clergy List.
Tre anni dopo la morte di Horace Cox nel 1918, i diritti sul titolo furono ceduti alla Oxford University Press, che rimase la casa editrice del testo fino ai primi anni ottanta. L'edizione del 1985/86 fu trasferita ai Church Commissioners della Chiesa d'Inghilterra e al loro Consiglio centrale delle finanze, che aveva accesso e si avvalse dei propri registri e database amministrativi. A quel punto, i diritti furono trasferiti alla Church House Publishing.

## Periodicità
Le prime quattro edizioni uscirono in stampa nel 1858, nel 1860 (con un supplemento nel 1861), nel 1865 e nel 1868. Fino al 1876, le edizioni ebbero una cadenza biennale, divenuta annuale fino al 1917.
L'edizione del 1858 fu in seguito descritta come apparentemente «assemblata in modo molto casuale, con nomi aggiunti il più velocemente possibile, privi di ordine alfabetico e con un indice non credibile». Il lavoro pubblicato appena due anni dopo fu definito «un testo di referenza veramente molto più utile». Il primo volume originale era in realtà un consolidamento di ciò che nel 1857 era stato concepito come una semplice serie editoriale che avrebbe dovuto andare ad integrare un periodico completamente diverso, il Clerical Journal, che secondo l'Oxford Dictionary of National Biography fu fondato nel 1853 da John Crockford e da Henry William Cox. Nella prefazione, gli autori intesero chiare di aver gettato «le fondamenta di una grande opera che, con il cordiale aiuto del clero, contiamo di rendere ogni anno sempre più perfetta».
L'edizione del 1918/1919 uscì con un po' di ritardo avendo integrato la rivale Clergy List. Dopo le edizioni del 1920, del 1921/22, del 1923 e del 1927, nel '28 la pubblicazione si interruppe a causa di non meglio precisate "ragioni tecniche", le stesse che obbligarono la produzione a ridurre i testi editi durante la Seconda Guerra Mondiale a dei brevi supplementi integrativo del testo autorizzato nel '41. Dal '29 al '40, gli aggiornamenti poterono proseguire regolarmente di anno in anno.
Dal 1947 in poi, la frequenza tornò ad essere biennale, ma con un accumularsi di ritardi che fece sì che l'87ª e l'88ª edizione fossero rispettivamente riferite ai bienni 1977-1979 e 1980-1982, mentre l'edizione dell''83-'84 fu del tutto omessa. Dal 1985-1986 riprese la pubblicazione biennale, ma sfasata di due anni: l'edizione detta del biennio '98-'99 era stata pubblicata nel '97, sebbene il volume pubblicato alla fine del 1997 sia stato designato nell'edizione 1998/99. Il numero del centenario, pubblicato in copertina rigida probabilmente per il 2008/09, conteneva alcune pagine fac-simile della prima edizione, unitamente a un'approfondita nota storica che descriveva alcuni dei volumi precedenti.

## Finalità

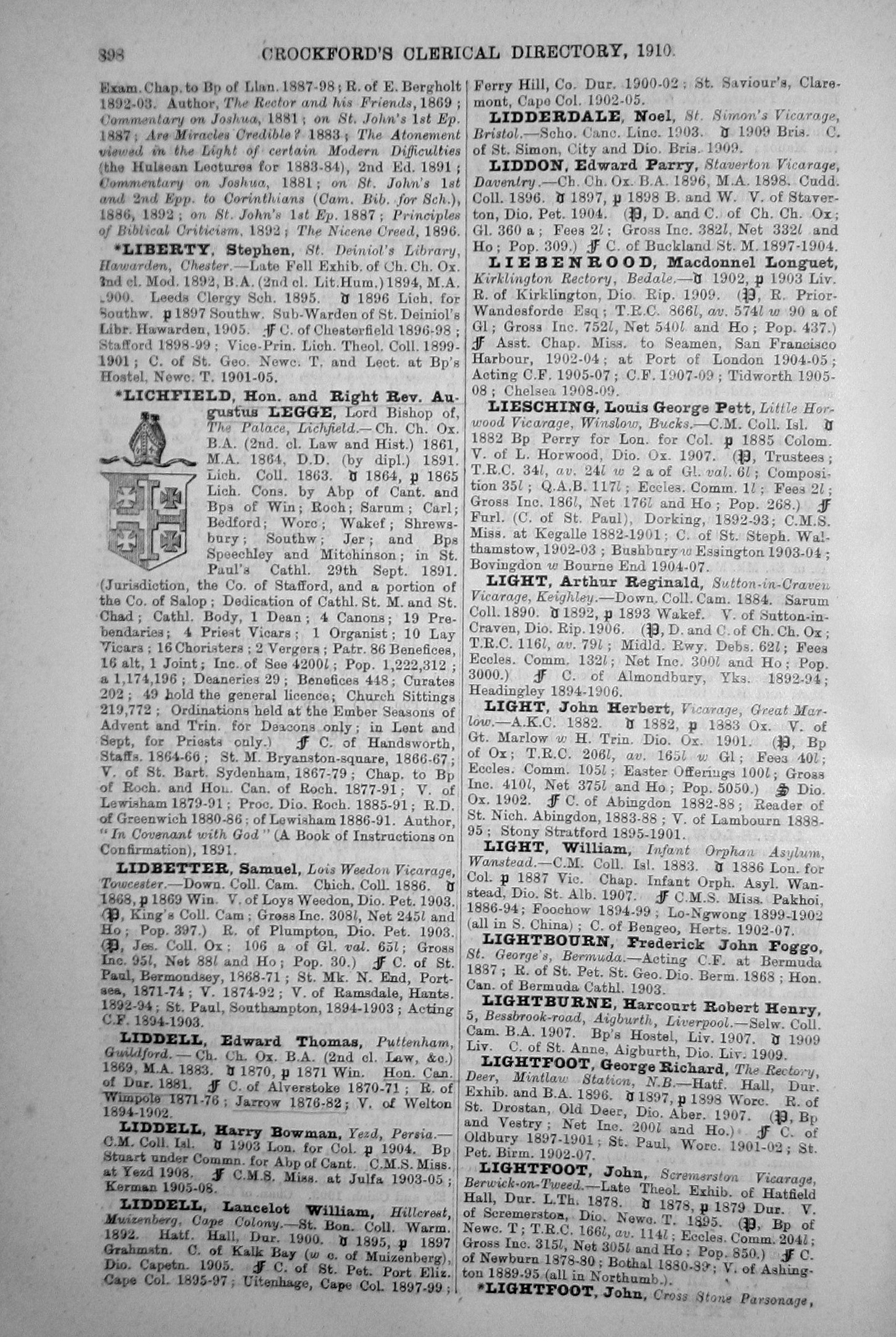
Una pagina dell'edizione del 1919. Le versioni precedenti contenevano una lista di abbreviazioni indicanti il percorso accademico del chierico, la data di ordinazione a diacono e a sacerdote, nonché il vescovo celebrante.Le voci inerenti alle diocesi raffigurano i loro armoriali, specificando qualsiasi pubblicazione. Per ogni singola parrocchia erano riportati redditi e donatori, con un'ampia copertura del clero d'oltreoceano.

L'edizione del 1858 si basava sulle ripsoste inviate per posta del clero dell'Inghilterra e del Galles, comportndo un esborso superiore alle 500 sterline per i soli francobolli, come sottolineato nella prefazione. L'edizione 1865 conteneva liste semplificate per la Chiesa episcopale scozzese e per il clero delle colonie, derivate da fonti alternative, mentre le notizie sul clero irlandese provenivano dall'Irish Almanack and Official Directory di Alexander Thom. A partire dal 1870 in poi, la trattazione fu progressivamente estesa tutte le parti della Comunione Anglicana con l'importante eccezione della Chiesa episcopale degli Stati Uniti. Mentre l'edizione del 1870 conteneva 940 pagine, quella del 1892 aveva raggiunto le 2.100 pagine.
Le prime edizioni avevano anche gradualmente aggiunto alcuni dettagli rispetto agli amministratori e ai titolari di uffici a livello diocesano, ai teologi e alle cappelle reali. Gli indici divennero via via più completi e esaustivi, con mappe schematiche delle diocesi e cronotassi dei vescovi che risalivano fino ai primi anni dalla fondazione delle rispettive sedi episcopali. A tutto il clero fu data la facoltà di elencare le loro pubblicazioni, ma lo spazio disponibile per tali elenchi dovette essere ridotto poiché il numero di pagine era rapidamente aumentato.
Nei primi anni ottanta, la necessità di tagliare i costi obbligò a limitare l'edizione del 1985/1986 alle sole chiese "domestiche" di Inghilterra, Scozia e Galles,  lasciando per le biografie del clero in pensione alcuni dettagli relativi all'ultima nomina. L'edizione del biennio seguente riuscì a ripristinare i biografati del clero irlandese. Le successive uscite in stampa videro di nuovo reintegrare le biografie del clero in pensione, di quello d'oltremare che era stato ordinato o formato nel Regno Unito, e di quanti erano giunti ad occupare posizioni senior nelle rispettive gerarchie ecclesiastiche.
Generalmente, venivano escluse quelle informazioni che erano divenute reperibili nel Church of England Yearbook o in alte fonti alternative. Per un certo periodo, erano escluse anche le biografie dei chierici che ssitenevano con un lavoro secolare (abbreviati come NQ, posizione non qualificante), salvo tornare ad includerli quando tornavano a dedicare esclusivamente all'opera parrocchiale. Tale politica pastorale causò non pochi problemi ai chierici lavoratori che dovevano dimostrare il proprio status di consacrati e di titolari di una qualche unità ecclesiastica: molti di loro mantenevano infatti dispense e permessi di officiare a livello diocesano, concessi dai rispettivi vescovi.
Nel 1985/86 furono incluse le prime donne diacono, mentre le donne sacerdote ordinate a Hong Kong erano incluse già negli anni '70. A partire dagli anni '90 in poi, fu introdotta l'opzione di associare ai nominativi un indirizzo di posta elettronica, unitamente agli elenchi dei sacerdoti deceduti nel biennio precedente. Rimase la sezione How to Address the Clergy, mentre un ridotto numero di chierici iniziò a chiedere di essere esclusodalla pubblicazione o di non mostrare un indirizzo di contatto all'interno delle proprie biografie. Poco tempo dopo, i Commissari della Chiesa d'Inghilterra sostituirono la tradizionale rilegatura in copertina rigida nera con una di colore rosso, producendo anche una versione alternativa in brossura.
Nel 2004, fu lanciata la versione online a pagamento alla quale nel 2012 seguì l'attivazione di un profilo Twitter.

Nel 1953–54, fu pubblicato un compendio, la Crockford's Shorter Directory, che era focalizzata quasi interamente sulla Chiesa d'Inghilterra e che ometteva tutti i dettagli biografici del passato.

## Prefazioni
Durante la prima metà del XX secolo, fu modificata la tradizionale prefazione estesa ed anonima che offriva una rassegna generale degli eventi all'interno della Comunione Anglicana, oltre ad alcuni commenti occasionali e controversi. Le precedenti prefazioni tendevano ad essere molto più concise e sovente si limitarono ad essere una mera introduzione del testo. L'edizione del 1987/88 scatenò una serie di eventi nefast culminati con la morte/suicidio del reverendo Gareth Bennett, fatto che indusse ad accantonare definitivamente l'uso della prefazione anonima.
Nel 1947, Richard Henry Maiden pubblicò in modo anonimo con la Oxford University Press il volume dal titolo Crockford Prefaces: The Editor Looks Back, un'antologia delle venticinque edizioni precedenti.

## Nell'arte
Il Crockford è citato nel capitolo XI di Unnatural Death, romanzo poliziesco di Dorothy Sayers pubblicato nel 1927, nel quale il personaggio Lord Peter Wimsey usa "questa preziosa opera di riferimento" nel tentativo di rintracciare un sacerdote che è una figura-chiave per risolvere un caso intricato.
Sherlock Holmesè un altro personaggio immaginario che si vantava di avere il Crockford nella propria biblioteca. Nel racconto "The Adventure of the Retired Colourman", uno degli ultimi, consultò la nota opera prima di inviare il Dr Watson e un altro compagno in una località sperduta dell'Essex per intervistare un sacerdote gigante e pomposo che li accolse rabbiosamente nel suo studio.
Infine, nel romanzo No Fond Return of Love di Barbara Pym, il personaggio Dulcie Mainwaring sceglie di consultare il Crockford anziché il Who's Who, mentre si trova all'interno del Public Record Office di Londra.

### Riferimenti
1. ↑   Hough, Brenda e Matthew, H. C. G., Crockford, John (1824/5–1865), in Oxford Dictionary of National Biography, Oxford University Press, 20004, DOI:10.1093/ref:odnb/37324. accesso a pagamento o tramite una biblioteca britannica.
2. ↑   Crockford's Clerical Directory, su churchofengland.org. URL consultato il 13 settembre 2023 (archiviato dall'url originale il 18 marzo 2014).
3. ↑   Peter Bell, Crockford's Clerical Directory for 1865: Being a Biographical and Statistical Book of Reference for Facts Relating to the Clergy and the Church, Oxford and Edinburgh, Horace Cox in 1865, republished by Peter Bell in 1995, 1995, ISBN 978-1-871538-21-2.
4. ↑  Brenda Hugh, About John Crockford, edizione del 1898/1899. Testo ripreso dalle successive edizioni, con varianti minime, nonché dal sito online.
5. ↑  Prefazione del Crockford, The Editor Looks Back (Oxford, 1947), pp. i, 257, 272, 283.
6. ↑  Crockford’s Clerical Directory 1987/88, pp. 47–48.
7. ↑  How to Address the Clergy
8. ↑  Crockford's Clerical Directory
9. 1 2   Christopher Currie e Glyn Paflin, Shop-talk and mordant wit, in The Church Times, n. 7552, 7 dicembre 2007. URL consultato il 12 agosto 2014 (archiviato dall'url originale il 7 aprile 2012).
10. ↑   Anon, Crockford prefaces: the editor looks back, Oxford Univ. Press, 1947.